# Роккі 5
Роккі 5 (англ. Rocky V) — американський фільм 1990 року.

## Сюжет
Після перемоги над Іваном Драго Роккі Бальбоа із тріумфом повертається додому. На прес-конференції з'являється наполегливий менеджер Джордж Вашингтон Дюк і пропонує Роккі бій із претендентом на звання чемпіона світу Юніоном Кейном на нечуваних умовах, проте дружина Роккі заявляє, що її чоловік більше не вийде на ринг через вік і проблеми зі здоров'ям. Прибувши додому, Роккі виявляє, що його швагер Поллі через необачність довірив управління станом Роккі бухгалтеру-шахраю, який вкрав гроші і не сплачував податки протягом шести років. Не бажаючи ставати банкрутом, Роккі готовий прийняти пропозицію Дюка, але на медичному обстеженні виявляються незворотні ушкодження головного мозку. Адріана переконує Роккі залишити ринг, щоб остаточно не загробити і без того здоров'я, що похитнулося.
Вся власність подружжя йде з молотка в рахунок боргу, вони повертаються в район, де колись починали. Адріана влаштовується на роботу в зоомагазин, Роккі відкриває стару залу, яка перейшла йому у спадок від його покійного тренера Міккі (Mighty Mick's Boxing Gym). До нього приїжджає молодий боксер, що подає надії, з Оклахоми — Томмі Ганн. Роккі приймає його як рідного і навіть поселяє вдома. За тренуваннями з Ганном Роккі віддаляється від сина Роберта, якого переслідують однолітки-вимагачі у школі. Однак після тренувань у Поллі тому вдається дати нищівну відсіч кривдникам. Ганн перемагає раз за разом і привертає увагу Дюка. Той спокушає його грошима та шикарним життям. Дюк стає менеджером Ганна, але Роккі відмовляється від пропозиції залишитись його тренером. Він намагається переконати Томмі, що Дюк веде брудний бізнес і співпраця з ним не скінчиться добром. Прагнучи грошей Томмі не слухає наставника і їде геть. Роккі перепрошує перед сином і відновлює стосунки.
Ганн перемагає чемпіона світу Юніона Кейна і перед камерами дякує Дюку, який допоміг йому всього досягти, але навіть не згадує про Роккі. Репортери зменшують перемогу Ганна над паперовим чемпіоном Кейном, до якого перейшов титул Бальбоа. Дюк переконує Ганна, що йому потрібна перемога на рингу над Бальбоа. Вони заявляються у місцевий бар, і Ганн викликає на бій Роккі. Роккі відмовляється і намагається навчити свого учня, але той знущається з Роккі і збиває з ніг Поллі, що заступився за зятя. Роккі змушений прийняти виклик, але заявляє: "Мій ринг - це вулиця". Осліплений люттю Ганн не слухає Дюка і входить у бій. Роккі збиває супротивника з ніг і йде, але Ганн, піднявшись з бруківки, віроломно нападає зі спини і б'є дезорієнтованого Бальбоа. Роккі, згадавши свого покійного тренера Міккі, знаходить у собі сили, піднімається із землі та нокаутує новоявленого чемпіона. Поліція веде засоромленого Ганна. Дюк погрожує засудити Роккі, якщо той чіпатиме його, але Роккі могутнім ударом збиває негідника з ніг і запитує: «Засудиш мене? За що?

## У ролях
| Актор              | Роль                   |
| ------------------ | ---------------------- |
| Сильвестр Сталлоне | Роккі Бальбоа          |
| Талія Шайр         | Едріан                 |
| Берт Янг           | Полі                   |
| Сейдж Сталлоне     | Роккі Бальбоа молодший |
| Берджесс Мередіт   | Міккі Голдмілл         |
| Томмі Моррісон     | Томмі Ганн             |
| Річард Гант        | Джордж Вашингтон Дюк   |
| Тоні Бертон        | Дюк                    |
| Джиммі Гамбіна     | Джиммі                 |
| Делія Шеппард      | Карен                  |

## Саундтрек
| #   | Назва                             | Автор                                                       | Виконавець                   | Тривалість |
| --- | --------------------------------- | ----------------------------------------------------------- | ---------------------------- | ---------- |
| 1.  | «That's What I Said»              | MC Hammer                                                   | MC Hammer                    | 4:24       |
| 2.  | «All You Gotta Do Is Sing»        | Joey B. Ellis                                               | Joey B. Ellis                | 3:57       |
| 3.  | «No Competition»                  | William Hamilton & MC Tab                                   | MC Tab                       | 3:52       |
| 4.  | «Go For It! (Heart and Fire)»     | Joey B. Ellis, Tynetta Hare, Michael Kelly & James Earley   | Joey B. Ellis & Tynetta Hare | 4:14       |
| 5.  | «Take You Back (Home Sweet Home)» | Frank Stallone, Bobby Simmons, Brett Bouldin & Sean Bouldin | The 7A3                      | 4:10       |
| 6.  | «The Measure Of A Man»            | Alan Menken                                                 | Elton John                   | 4:03       |
| 7.  | «Can't Stop The Fire»             | Bill Conti & Ashley Irwin                                   | Bill Conti                   | 3:19       |
| 8.  | «I Wanna Rock»                    | Robert Ginyard (aka Rob Base)                               | Rob Base                     | 3:02       |
| 9.  | «Thought U Were The One For Me»   | Joey B. Ellis                                               | Joey B. Ellis                | 4:20       |
| 10. | «Keep It Up»                      | Benito Benites, John Garrett III & Durron Butler            | Snap!                        | 4:03       |
| 11. | «Feel My Power»                   | MC Hammer                                                   | MC Hammer                    | 5:11       |